# Episodi di Power Rangers Ninja Steel (prima stagione)
La prima stagione della serie televisiva per bambini e ragazzi Power Rangers Ninja Steel è composta da 22 episodi, andati in onda negli Stati Uniti nel 2017 su Nickelodeon e in Italia da domenica 10 settembre 2017 su Pop, e successivamente dal lunedì al venerdì alle 19:30.
| n° | Titolo originale                            | Titolo italiano               | Prima TV USA      | Prima TV Italia   |
| -- | ------------------------------------------- | ----------------------------- | ----------------- | ----------------- |
| 1  | Return of the Prism                         | Il ritorno di Prism           | 21 gennaio 2017   | 10 settembre 2017 |
| 2  | Forged in Steel                             | Scalfito nell'acciaio         | 28 gennaio 2017   | 10 settembre 2017 |
| 3  | Live and Learn                              | Lezione di vita               | 4 febbraio 2017   | 13 settembre 2017 |
| 4  | Presto Chango-O                             | Le magie di Presto            | 11 febbraio 2017  | 14 settembre 2017 |
| 5  | Drive to Survive                            | Istinto di sopravvivenza      | 25 febbraio 2017  | 15 settembre 2017 |
| 6  | My Friend, Redbot                           | Il mio amico, Redbot          | 4 marzo 2017      | 18 settembre 2017 |
| 7  | Hack Attack                                 | L'attacco degli hacker        | 18 marzo 2017     | 19 settembre 2017 |
| 8  | Gold Rush                                   | Gold Rush                     | 18 marzo 2017     | 20 settembre 2017 |
| 9  | Rocking and Rolling                         | Rock & Roll                   | 12 agosto 2017    | 21 settembre 2017 |
| 10 | The Ranger Ribbon                           | Il prescelto                  | 19 agosto 2017    | 22 settembre 2017 |
| 11 | Poisonous Plots                             | La trama avvelenata           | 26 agosto 2017    | 25 settembre 2017 |
| 12 | Family Fusion                               | Family Fusion                 | 2 settembre 2017  | 26 settembre 2017 |
| 13 | Ace and the Race                            | Ace and the Race              | 9 settembre 2017  | 17 ottobre 2017   |
| 14 | The Royal Rival                             | L'arrivo di Sua Altezza Reale | 16 settembre 2017 | 17 ottobre 2017   |
| 15 | The Royal Rumble                            | Lotta all'ultimo sangue       | 23 settembre 2017 | 17 ottobre 2017   |
| 16 | Monkey Business                             | Gioco da ragazzi              | 14 ottobre 2017   | 20 ottobre 2017   |
| 17 | The Adventures Of Redbot                    | Le avventure di Redbot        | 21 ottobre 2017   | 23 ottobre 2017   |
| 18 | Abrakadanger                                | Abrakadanger!                 | 28 ottobre 2017   | 11 novembre 2017  |
| 19 | Helping Hand                                | Un vero aiuto                 | 4 novembre 2017   | 12 novembre 2017  |
| 20 | Galvanax Rise                               | L'ascesa di Galvanax          | 18 novembre 2017  | 2 dicembre 2017   |
| 21 | Grave Robber (Speciale Halloween)           | Il profanatore di tombe       | 7 ottobre 2017    | 31 ottobre 2017   |
| 22 | Past, Present, And Future (Speciale Natale) | Passato, presente e futuro    | 2 dicembre 2017   | 25 dicembre 2017  |

## Il ritorno del Prisma
- Titolo originale: Return of the Prism
- Diretto da: Peter Burger
- Scritto da: Judd Lynn

### Trama
Il Nexus Ninja Prism dà i suoi poteri a un maestro ninja, che dovrà salvare suo figlio Brody dal perfido Galvanax.

## Scalfito nell'acciaio
- Titolo originale: Forged in Steel
- Diretto da: Peter Burger
- Scritto da: Judd Lynn

### Trama
Galvanax ingaggia l'assassino Ripperat per prendere possesso delle Stelle Power Ninja. I Rangers, intanto, devono riprendere l'Acciaio Ninja.

## Lezione di vita
- Titolo originale: Live and Learn
- Diretto da: Michael Duignan
- Scritto da: Judd Lynn, Alwyn Dale, Becca Barnes

### Trama
Spinferno si fa ingannare dai Rangers, che lo distruggono. Questi, ora, devono formare il potente Megazord per combattere uno Skullgator. 

## Le magie di Preston
- Titolo originale: Presto Chango-O
- Diretto da: Michael Duignan
- Scritto da: Becca Barnes, Alwyn Dale, Judd Lynn

### Trama
Un mostruoso lumacone-tartaruga inviato da Galvanax attacca i Rangers, che sembrano in difficoltà a causa del suo potere.

## Istinto di sopravvivenza
- Titolo originale: Drive to Survive
- Diretto da: Michael Duignan
- Scritto da: Becca Barnes, Alwyn Dale, Judd Lynn

### Trama
Tangleweb riesce a catturare nel suo stomaco quattro Rangers. Calvin dovrà superare le sue paure per salvare i suoi amici.

## Il mio amico, Redbot
- Titolo originale: My Friend, Redbot
- Diretto da: Simon Bennett
- Scritto da: Becca Barnes, Alwyn Dale, Judd Lynn

### Trama
Badpipes usa la sua musica per incantare i Rangers. Redbot deve aiutarli a resistere al potere della sua cornamusa. Intanto, Madame Odius sta nascondendo il sesto Ranger, che vuole soggiogare al suo potere.

## L'attacco degli hacker
- Titolo originale: Hack Attack
- Diretto da: Simon Bennett
- Scritto da: Becca Barnes, Alwyn Dale, Judd Lynn

### Trama
Sta succedendo qualcosa di strano a Sarah che sembra essersi clonata! Chi è la vera Sarah?

## Gold Rush
- Titolo originale: Gold Rush
- Diretto da: Simon Bennett
- Scritto da: Becca Barnes, Alwyn Dale, Judd Lynn

### Trama
Il Gold Ranger si unisce agli altri cinque Rangers, ma è ancora un principiante. 

## Rock & Roll
- Titolo originale: Rocking and Rolling
- Diretto da: Oliver Driver
- Scritto da: Becca Barnes, Alwyn Dale, Judd Lynn

### Trama
Stonedozer vuole intrappolare i Rangers facendo crollare l'edificio del concerto.

## Il prescelto
- Titolo originale: The Ranger Ribbon
- Diretto da: Oliver Driver
- Scritto da: Becca Barnes, Alwyn Dale, Judd Lynn

### Trama
Il Nexus Ninja Prism mostra il Lion Fire Fortress Zord, e Mick e Redbot sono pensierosi sul da farsi. Intanto, il fratello gemello di Ripperat, Trapsaw, viene ingaggiato da Galvanax per sconfiggere i Rangers e prendere le loro Stelle Power Ninja. 

## La trama avvelenata
- Titolo originale: Poisonous Plots
- Diretto da: Oliver Driver
- Scritto da: Becca Barnes, Alwyn Dale, Judd Lynn

### Trama
Per avere l'antidoto per curare Brody dall'attacco di un mostro di Madame Odius, i Rangers devono consegnare loro le Stelle Power Ninja. I Rangers, però, ne creano delle copie fatte di cioccolata, imbrogliando i mostri di Galvanax, che non sono affatto contenti di questo trattamento. 

## Family Fusion
- Titolo originale: Family Fusion
- Diretto da:  Michael Duignan
- Scritto da: Becca Barnes, Alwyn Dale, Judd Lynn

### Trama
I Rangers scoprono che il fratello di Brody, Aiden, è un robot di Madame Odius. Dopo una dura battaglia, i Rangers devono fondere i loro due Megazord per sconfiggere Ripcon gigante. Levi scopre di essere il vero Aiden.

## Ace and the Race
- Titolo originale: Ace and the Race
- Diretto da:  Michael Duignan
- Scritto da: Becca Barnes, Alwyn Dale, Judd Lynn

### Trama
In una festa sportiva organizzata dal sindaco, un altro mostro di Galvanax si trasforma in un umano per attaccare i Rangers tendendo loro un agguato. Ma la sua velocità lo tradisce e i Rangers scoprono la sua identità.

## L'arrivo di Sua Altezza Reale
- Titolo originale: The Royal Rival
- Diretto da: Simon Bennett
- Scritto da: Becca Barnes, Alwyn Dale, Judd Lynn

### Trama
La principessa Viera e il suo guerriero, provenienti dalla Galassia Lion, partecipano al programma di Galvanax per distruggere i Rangers, ma la principessa diventa buona quando Sarah usa la Stella-Elemento Attacco Ninja Foresta quando per errore un attacco dei Rangers fa per poco precipitare la principessa.

## Lotta all'ultimo sangue
- Titolo originale: The Royal Rumble
- Diretto da: Simon Bennett
- Scritto da: Becca Barnes, Alwyn Dale, Judd Lynn

### Trama
Mick, originario proprio della Galassia Lion, fa passare dalla propria parte la principessa Viera. Tuttavia, il suo guerriero Leoniano intende ancora distruggere i Rangers. Mick ha un'idea: creare una Stella Power per dare a Brody il potere della principessa Viera e per collegarsi con il Lion Fire Zord, per trasformarlo nel Lion Fire Red Ranger.

## Gioco da ragazzi
- Titolo originale: Monkey Business
- Diretto da: Michael Duignan
- Scritto da: Becca Barnes, Alwyn Dale, Judd Lynn

### Trama
Galvanax utilizza le abilità di una mostruosa scimmia, che, imitando le voci dei Rangers, li sta catturando uno ad uno.

## Le avventure di Redbot
- Titolo originale: The Adventures of Redbot
- Diretto da: Simon Bennett
- Scritto da: Becca Barnes, Alwyn Dale, Judd Lynn

### Trama
Redbot crea un suo blog, "Le avventure di Redbot", in cui scrive storie alternative alle avventure dei Rangers descrivendosi come eroe. Il nuovo mostruoso felino di Galvanax, Cat O'Clock, ne approfitta per avvelenare i suoi libri.

## Abrakadanger!
- Titolo originale: Abrakadanger
- Diretto da: Mike Smith
- Scritto da: Becca Barnes, Alwyn Dale, Judd Lynn

### Trama
I Rangers devono affrontare l'ennesimo mostro di Galvanax.

## Un vero aiuto
- Titolo originale: Helping Hand
- Diretto da: Mike Smith
- Scritto da: Becca Barnes, Alwyn Dale, Judd Lynn

### Trama
Per sconfiggere il potente mostro inviato da Galvanax contro i Rangers, le forze dei nostri eroi non bastano. Brody deve fondere il Ninja Steel Megazord e il Bull Rider Megazord con il Lion Fire Fortress Zord, utilizzando tutto il loro potere.

## L'ascesa di Galvanax
- Titolo originale: Galvanax Rise
- Diretto da: Mike Smith
- Scritto da: Becca Barnes, Alwyn Dale, Judd Lynn

### Trama
Galvanax ha intenzione di sconfiggere i Rangers da solo. I nostri eroi devono scoprire il loro vero potere per battere il loro più grande nemico in una pericolosa battaglia finale.
In questo episodio ricompare il padre di Brody, e anche Mick (trasformato in uno speciale Red Ranger) e Redbot entrano in azione.

## Il profanatore di tombe
- Titolo originale: Grave Robber
- Diretto da: Oliver Driver
- Scritto da: Becca Barnes, Alwyn Dale, Judd Lynn

### Trama
Tramite un gioco da tavola di Halloween, Cosmo Royale tende una trappola ai Ranger, che dovranno affrontare mostri già sconfitti in passato.

## Passato, presente e futuro
- Titolo originale: Past, Present, And Future
- Diretto da: Charlie Haskell
- Scritto da: Becca Barnes, Alwyn Dale, Judd Lynn

### Trama
Cleocatra, per vendicarsi della sconfitta di Cat O'Clock, paralizza i Ranger. Sarah riesce a sfuggire, e si unisce a Babbo Natale, con cui viaggia nel tempo per salvare il resto della squadra.